# Izumi works from 1992-1997 〜Sony Music Years Complete Box〜
『Izumi works from 1992-1997 ～Sony Music Years Complete Box～』（イズミ・ワークス・フロム・1992-1997・ソニー・ミュージック・イヤーズ・コンプリート・ボックス）は、橘いずみのCD-BOX。
2019年3月8日、ソニー・ミュージックダイレクト/CS RECORDから発売。規格品番はDQCL-3471/8。

## 解説
- 橘いずみとしてSony Music所属時に発売したオリジナル・アルバム7枚とCD未収録曲・シングル・C/W曲収録1枚の計8枚を収録したデビュー以来初のCD-BOX。
- ソニー・ミュージックスタジオに於いてマスタリング・エンジニアの酒井秀和により、榊も立ち会いのもと、オリジナルマスターテープよりデジタル・リマスタリングされ、Blu-spec CD2仕様で収録されている。
- 各CDは紙ジャケットに収納されており、枡野浩一によるインタビューと当時の写真を収めたブックレットがBOXに収蔵。
- 予約特典としてオリジナルカレンダー（2019年4月 - 2020年3月）がプレゼント。
- 予約者全員の中から抽選で5名にオリジナル・パーカーがプレゼント。
- CD-BOXの企画は2017年3月12日に渋谷・7th Floorに於いて開催された榊のファンクラブ・イベントでオフレコながら、デビュー25周年としての発売が告知された。当初はオリジナル・アルバム7枚の中から1枚をアナログ盤として発売する計画もあった。アナログ盤を付けると価格が1万円ほど高くなると話していたが、アナログ盤付属は実現されなかった。
- Sony Music Directに於いて2018年12月11日発売で予約が開始されたが、制作上の都合により2019年2月28日に発売延期。最終的に2019年3月8日に発売された[2][3]。
- 本CD-BOXはSony Musicのオンラインショップ「Sony Music Shop」および榊いずみライブ会場で販売。

## 収録曲
| DISC-1 | オリジナル発売日：1992年6月21日 |       |            |       |
| 君なら大丈夫だよ 規格品番：DQCL-3471 | 01. 君なら大丈夫だよ 02. うまくやろうよ 03. 今日を抱きしめよう 04. Highschool Band 05. 街を歩こう 06. のぞみ 07. ジェットコースターの夢 08. 空色のカーテン 09. 学校なんてやめてしまった 10. はじめの一歩 |       |            |       |
| DISC-2 | オリジナル発売日：1993年4月1日 |       |            |       |
| どんなに打ちのめされても 規格品番：DQCL-3472 | 01. 打ちのめされて 02. 東京発 03. 失格 04. 富良野 05. 愛してる 06. また かけるから 07. オールファイト 08. ごみ 09. ジュエル 10. がんばれ、なまけもの                                                     |       |            |       |
| DISC-3 | オリジナル発売日：1994年1月12日 |       |            |       |
| 太陽が見てるから 規格品番：DQCL-3473 | 01. 1982年の缶コーラ 02. 可愛い女 03. ピストル 04. ゼッケン5 05. 太陽 06. バニラ 07. ハムレット 08. ひとでなし 09. サルの歌 10. 空になりたい                                                             |       |            |       |
| DISC-4 | オリジナル発売日：1994年6月22日 |       |            |       |
| こぼれおちるもの 規格品番：DQCL-3474 | 01. 上海バンドネオン 02. DARK ZOO 03. 永遠のパズル 04. 砂場の太平洋 05. 指定席 06. リフレッシュ・ホリデー 07. ズレテル 08. アドバイス 09. ボタン 10. こぼれおちるもの                                    |       |            |       |
| DISC-5 | オリジナル発売日：1995年2月22日 |       |            |       |
| 十字架とコイン 規格品番：DQCL-3475 | 01. 平成 02. SHANK BANK JAPAN 03. エナメル・ブラック 04. スパイシー・レッド 05. スキンケア 06. にらめっこしましょ 07. ウソだよ 08. ドッグレース・ブルー 09. GOLD 10. かじりかけの林檎 11. 十字架とコイン |       |            |       |
| DISC-6 | オリジナル発売日：1996年3月21日 |       |            |       |
| ごらん、あれがオリオン座だよ 規格品番：DQCL-3476 | 01. Hello, Hello 02. 深夜急行 03. アマリリス 04. 自分 05.ウサギとベルベット 06. ハヤリスタリ 07. 退屈 08. 真空パック嬢 09. 赤鉛筆は葡萄酒の香り 10. 26-Dec.11th,1968 11. Dudada                          |       |            |       |
| DISC-7 | オリジナル発売日：1997年5月21日 |       |            |       |
| TOUGH 規格品番：DQCL-3477 | 01. WINDOW 02. BROWN 03. RADIO WAVE 04. MOON PALACE 05. BLUE ARCADE 06. SHOOTING STAR 07. SHOELESS JOE 08. NATASHA 09. FERRY BOAT 10. TOUGH 11. NEW YORK NITE                                            |       |            |       |
| DISC-8 | |       |            |       |
| B-side Bound 規格品番：DQCL-3478\| # \| タイトル \| 作詞 \| 作曲・編曲 \| 時間 \| \| --------- \| --------------------------------------------------------------------------------------------------------------------- \| ----- \| ---------- \| ----- \| \| 1. \| 「しあわせ」(初CD化曲・映画「しあわせになろうね」主題歌) \| \| \| 4:18 \| \| 2. \| 「アオの空」(初CD化曲) \| \| \| 3:32 \| \| 3. \| 「失格（single version）」(アルバム「どんなに打ちのめされても」収録とは別MIX) \| \| \| 5:40 \| \| 4. \| 「オールファイト（single version）」(シングル「失格」カップリング・アルバム「どんなに打ちのめされても」収録とは別MIX) \| \| \| 5:18 \| \| 5. \| 「きまり」(シングル「サルの歌」カップリング) \| \| \| 5:22 \| \| 6. \| 「まにあうかもしれない」(シングル「上海バンドネオン」カップリング) \| \| \| 4:51 \| \| 7. \| 「ONE PAIR」(シングル「GOLD」カップリング) \| \| \| 4:48 \| \| 8. \| 「イワン」(シングル「スパイシー・レッド」カップリング) \| \| \| 4:20 \| \| 9. \| 「泣きたい」(シングル「アマリリス」カップリング) \| \| \| 3:49 \| \| 10. \| 「失格（long version）」(ライブDVD「灰とダイヤモンド」より収録) \| \| \| 11:33 \| \| 合計時間: \| 合計時間: \| 53:31 \| \| \| | |       |            |       |
| # | タイトル | 作詞  | 作曲・編曲 | 時間  |
| 1. | 「しあわせ」(初CD化曲・映画「しあわせになろうね」主題歌) |       |            | 4:18  |
| 2. | 「アオの空」(初CD化曲) |       |            | 3:32  |
| 3. | 「失格（single version）」(アルバム「どんなに打ちのめされても」収録とは別MIX) |       |            | 5:40  |
| 4. | 「オールファイト（single version）」(シングル「失格」カップリング・アルバム「どんなに打ちのめされても」収録とは別MIX)                                                                                    |       |            | 5:18  |
| 5. | 「きまり」(シングル「サルの歌」カップリング) |       |            | 5:22  |
| 6. | 「まにあうかもしれない」(シングル「上海バンドネオン」カップリング) |       |            | 4:51  |
| 7. | 「ONE PAIR」(シングル「GOLD」カップリング) |       |            | 4:48  |
| 8. | 「イワン」(シングル「スパイシー・レッド」カップリング) |       |            | 4:20  |
| 9. | 「泣きたい」(シングル「アマリリス」カップリング) |       |            | 3:49  |
| 10. | 「失格（long version）」(ライブDVD「灰とダイヤモンド」より収録) |       |            | 11:33 |
| 合計時間: | 合計時間: | 53:31 |            |       |